# Zhu Qiwen
Zhu Qiwen (chiń. 朱其文; ur. 1909, zm. 1987) – chiński dyplomata. Trzeci ambasador Chińskiej Republiki Ludowej w Wietnamie. Pełnił tę funkcję w okresie od kwietnia 1962 do maja 1969.